# زكريا بنغويرا
زكريا بنغويرا، لاعب كرة قدم غيني.
و هو يلعب مع نادي التضامن الكويتي، وقد بدأ باللعب معهم في عام 2005 وحتى عام 2007، وقد سجل معهم 10 أهداف.